# Gouverneur
Een gouverneur is het hoofd van een regering van een kolonie, deelstaat, provincie of andere subnationale staatseenheid. Het kan ook het hoofd van een organisatie of instelling zijn, zoals de gouverneur van een centrale bank.

## Oude Rome
Het woord gouverneur is afgeleid van het Oudgriekse woord Κυβερνήτης (= stuurman, bestuurder), dat later in het Latijn opdook als guvernator. In het oude Rome was een gouverneur een functionaris belast met het bestuur van een Romeinse provincie. Tijdens de Romeinse Republiek waren deze gouverneurs vaak eerst consul of praetor geweest, waarna ze een provincie kregen toegewezen waarin ze geld, roem en macht konden vergaren. Tijdens het Keizerrijk werden provincies bestuurd door een legatus. De belangrijkste functies van een gouverneur waren het heffen van belastingen, het toezicht houden op lokale rijksuitgaven, het leiding geven aan de lokale militairen en het uitoefenen van het Romeins recht.

## De Nederlanden
In de Bourgondische, Spaanse of Oostenrijkse Nederlanden liet de vorst zich vervangen door een stadhouder, in het Frans ook vaak gouverneur genoemd. In de Tachtigjarige Oorlog werd het woord gouverneur ook gebruikt voor de militaire bestuurder van een stad, zowel van Staatse als aan Spaanse zijde. Later behielden de steden in de generaliteitslanden een gouverneur.

## België
In het koninkrijk België staat een gouverneur aan het hoofd van een provincie. De gouverneur is voorzitter van de deputatie van de provincie (enkel in Vlaanderen) en vertegenwoordigt binnen de provincie de federale regering en de gewestregering. Hij of zij is hierdoor het gezicht van de provincie, maar wel een ambtenaar en geen politiek orgaan. Een gouverneur wordt benoemd door de gewestregering. De functie van gouverneur wordt geregeld in de provinciedecreten.
Het administratief arrondissement Brussel-Hoofdstad heeft officieel geen gouverneur, maar er is een 'commissaris van de federale regering', die de titel voert van gouverneur. Onder het Vlinderakkoord zou deze functie afgeschaft worden.
Ook de Nationale Bank van België heeft een door de koning benoemde gouverneur.
Gouverneurs zijn politiek neutraal, maar er worden altijd politici benoemd tot gouverneur.

## Koninkrijk der Nederlanden
Binnen het Koninkrijk der Nederlanden hebben de landen Aruba, Curaçao en Sint Maarten ieder een gouverneur als vertegenwoordiger van de koning en zaakwaarnemer van de koninkrijksregering. De overige provincies hadden tot aan de grondwetsherziening van 1848 een gouverneur des Konings. Sindsdien heet die functie commissaris van de Koning(in). De commissaris van de koning van de Nederlandse provincie Limburg wordt informeel nog steeds aangeduid met de titel gouverneur, in navolging van wat gebruikelijk was in het Hertogdom Limburg (1839-1866). Het provinciehuis in Maastricht wordt bijgevolg nog steeds aangeduid met Gouvernement. Tot ver in de 19e eeuw had ook de Nederlandse provincie Noord-Brabant een gouverneur in het verlengde van de status van deze twee provincies als generaliteitslanden.

### Huidige gouverneurs
- Gouverneur van Aruba
- Gouverneur van Curaçao
- Gouverneur van Sint Maarten
- Lijst van gouverneurs van Nederlands Limburg (officieus)

### Vroegere gouverneurs
- Lijst van gouverneurs van de Nederlandse Antillen (1954-2010)
- Lijst van gouverneurs van Suriname (1954-1975)

## Nederlandse koloniën
In de Nederlandse koloniën (in de tijd voor de instelling van het Statuut voor het Koninkrijk der Nederlanden) was het gouverneurschap tot aan het ontstaan van de Bataafsche Republiek niet overal eender geregeld.
De West-Indische Compagnie werd in 1791 genationaliseerd, waarbij de toenmalige bezittingen door de Nederlandse staat werden overgenomen. Hiertoe behoorde ook de kolonie Curaçao en andere eilanden in de Nederlandse Antillen. Suriname werd tot 1795 bestuurd door de Sociëteit van Suriname. Nadien werden door de Nederlandse staat gouverneurs aangesteld.
De Gouverneur-generaal van Nederlands-Indië was de belangrijkste gezagsdrager in Nederlands-Indië. Onder zijn gezag vielen de gouverneurs en regenten van de deelgebieden van Nederlands-Indië. Tot 1795 was de Gouverneur-generaal een bestuurder uit de VOC. Na de nationalisering van deze maatschappij werd hij door de Nederlandse staat benoemd.

### Gouverneurs in koloniale tijd
- Lijst van gouverneurs van Ambon
- Lijst van gouverneurs van de Nederlandse Antillen (1634-1954)
- Lijst van gouverneurs van Nederlands-Ceylon
- Lijst van gouverneurs van Nederlands-Malakka
- Lijst van gouverneurs van Nederlands-Mauritius
- Lijst van gouverneurs van Suriname (1593-1954)
- Lijst van gouverneurs van Nieuw-Nederland
- Lijst van gouverneurs-generaal van Nederlands-Indië

## India
In India heeft elke staat een ceremoniële gouverneur, die wordt aangewezen door de president van India.

## Indonesië
Elke Indonesische provincie wordt geleid door een gouverneur (gubernur).

## Japan
In Japan heeft elke prefectuur een gouverneur (知事, chiji). De gouverneur wordt rechtstreeks door de bevolking gekozen voor een periode van 4 jaar. Een Japanse gouverneur kan uit zijn functie worden ontzet via een terugroepingsreferendum. Een recall bestaat erin dat de bevolking een bepaalde individuele functionaris rechtstreeks kan ontslaan uit zijn of haar functie. In het geval van overlijden, onbekwaamheid of ontslag van de gouverneur wordt zijn plaats ingenomen door een vicegouverneur.

## Kazachstan
Gouverneurs worden in Kazachstan aangeduid als Akim en worden aangesteld door de president van de republiek.

## Maleisië
In Maleisië hebben de staten Penang, Malakka, Sabah en Sarawak elk hun eigen ceremoniële gouverneur of Yang di-Pertua Negeri die door de koning of Yang di-Pertuan Agong van Maleisië wordt aangesteld.

## Mexico
In Mexico heeft elke staat een gouverneur. De gouverneur wordt door de bevolking voor zes jaar gekozen, en kan aan het eind van zijn termijn niet herkozen worden.

## Oostenrijk
In Oostenrijk en Zuid-Tirol is er een functie vergelijkbaar met een gouverneur. Deze wordt Landeshauptmann genoemd.

## Rusland
In Rusland worden de hoofden van oblasten, krajs en autonome districten aangeduid als gouverneur. Autonome republieken worden over het algemeen bestuurd door een president en federale steden door een burgemeester. De autonomie van deze regionale leiders verschilt (Karelië heeft bijvoorbeeld veel minder autonomie dan Jakoetië). De overkoepelende federale districten hebben een presidentiële afgevaardigde die soms wordt aangeduid als gouverneur-generaal.

## Turkije
Turkije is ingedeeld in 81 provincies (İl), die onder leiding staan van een provinciegouverneur (vali). Provincies zijn onderverdeeld in districten (ilçe) met als bestuurder de districtsgouverneur (kaymakam). Districten kunnen verder onderverdeeld zijn in subdistricten (bucak). Gouverneurs worden benoemd door de centrale overheid in Ankara en zijn daaraan rechtstreeks verantwoording schuldig. Gouverneurs vertegenwoordigen de centrale overheid in de provincie. Elke plaats of elk stadsdeel (belediye) met meer dan tweeduizend inwoners heeft recht op een gekozen burgemeester en gemeenteraad. Sinds 2003 zijn meer taken naar een lager bestuursniveau gedelegeerd, terwijl het democratisch gehalte van het lagere bestuursniveau is vergroot. De rol van de provinciegouverneur is teruggebracht, terwijl het provinciale parlement en de gemeenteraad meer zeggenschap kregen.

## Verenigd Koninkrijk
Binnen het Verenigd Koninkrijk hebben alle overzeese gebieden een gouverneur (governor).

## Verenigde Staten
Aan het hoofd van de uitvoerende macht van iedere staat van Verenigde Staten staat een gouverneur (governor), die direct gekozen wordt door de kiesgerechtigden in de staat.
In het koloniale Amerika oefende een gouverneur de macht uit in de naam van de Britse koning. Na de Amerikaanse Onafhankelijkheidsoorlog werden de koninklijke gouverneurs afgezet, maar de naam werd behouden om de nieuwe, gekozen, machthebber aan te duiden.